# Mozilla Firefox
Mozilla Firefox (amerikanisch-englische Aussprache [moʊˈzɪlə ˈfaɪɹfɑks]), kurz Firefox genannt, ist ein freier Webbrowser des Mozilla-Projektes. Er wurde im September 2002 veröffentlicht. Firefox hatte seinen höchsten weltweiten Marktanteil 2009 mit etwa 32 %, seitdem ist er auf etwa 2,4 % im Juni 2025 gefallen (in Deutschland: 9,5 %).

## Geschichte
Das Mozilla-Projekt Firefox, damals noch unter dem Namen Phoenix, wurde von Dave Hyatt und Blake Ross als experimentelle Abzweigung aus dem Programmpaket Mozilla Application Suite initiiert, das auf dem Quellcode des Netscape Communicators basiert. Die erste lauffähige Version des Webbrowsers Phoenix 0.1 wurde am 23. September 2002 veröffentlicht.
Im Jahr 2003 entschieden sich die Entwickler der Mozilla Application Suite zu einer strategischen Kehrtwende. Das lag unter anderem an der Entscheidung von Apple, den eigenen Webbrowser Safari auf dem KHTML-Renderer und nicht auf dem Gecko-Renderer, der von Mozilla entwickelt wird, aufzubauen.
Während die Mozilla-Entwickler zuvor für einen geringeren Speicherbedarf möglichst alle wichtigen Internetfunktionen wie Webbrowser, E-Mail-Programm, Adressbuch und HTML-Editor in einer Mozilla Application Suite zusammenfassten, strebten sie nun die Veröffentlichung einzelner, voneinander unabhängiger Komponenten an. Die Entwicklung wurde in einzelnen Komponenten vorangetrieben. Ein geringerer Speicher- und Rechenzeitbedarf ermöglichte einen schnelleren Programmstart.
Größere Umgestaltungen der Bedienoberfläche erfolgten bei Versionen 4.0 im März 2011, 29.0 „Australis“ im April 2014, 57.0 „Quantum“ im November 2017, und 89 „Proton“ im Juni 2021.
Die Webbrowser-Funktion übernahm Firefox. Die E-Mail-Funktion wurde unter dem Namen Thunderbird ausgelagert. Der Kalender wurde unter dem Namen Sunbird entwickelt, welcher jedoch 2010 zugunsten der Thunderbird-Erweiterung Lightning eingestellt wurde. Der HTML-Editor wurde bis 2006 als Nvu, bis 2010 als KompoZer weiterentwickelt. Die offizielle Mozilla Application Suite 1.7 erhielt nur noch Sicherheitsaktualisierungen. Seit Mitte 2005 arbeitet eine unabhängige Programmierergruppe an der Weiterentwicklung der Application Suite unter dem Namen SeaMonkey.
Mit XULRunner existiert eine Plattform, die die von Firefox, Thunderbird und anderen Programmen gemeinsam genutzten Funktionen enthält und damit den benötigten Speicherplatz und die Größe der Installationspakete verringern soll. Dieses Ziel wird für die offiziellen Release-Versionen nicht weiterverfolgt, stattdessen installiert sich ab Firefox 3 jede Anwendung eine eigene, private XULRunner-Umgebung.
Mit der im November 2017 im Rahmen von Firefox 57 erneuerten Browser-Engine Quantum und der neuen Benutzeroberfläche Photon verbesserten sich Geschwindigkeit und Speicherverbrauch deutlich. Add-ons auf Basis von XUL/XPCOM wurden ab diesem Zeitpunkt nicht mehr unterstützt.
Am 3. Mai 2019 verursachte ein überfälliges Zertifikat auf Mozilla-Servern zeitweise eine Sperre aller Erweiterungen.

## Name

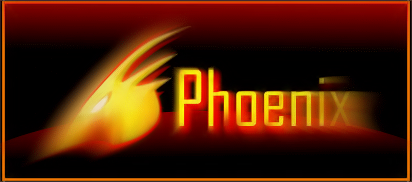
Phoenix-Logo (2002)

Firebird-Logo (2003)

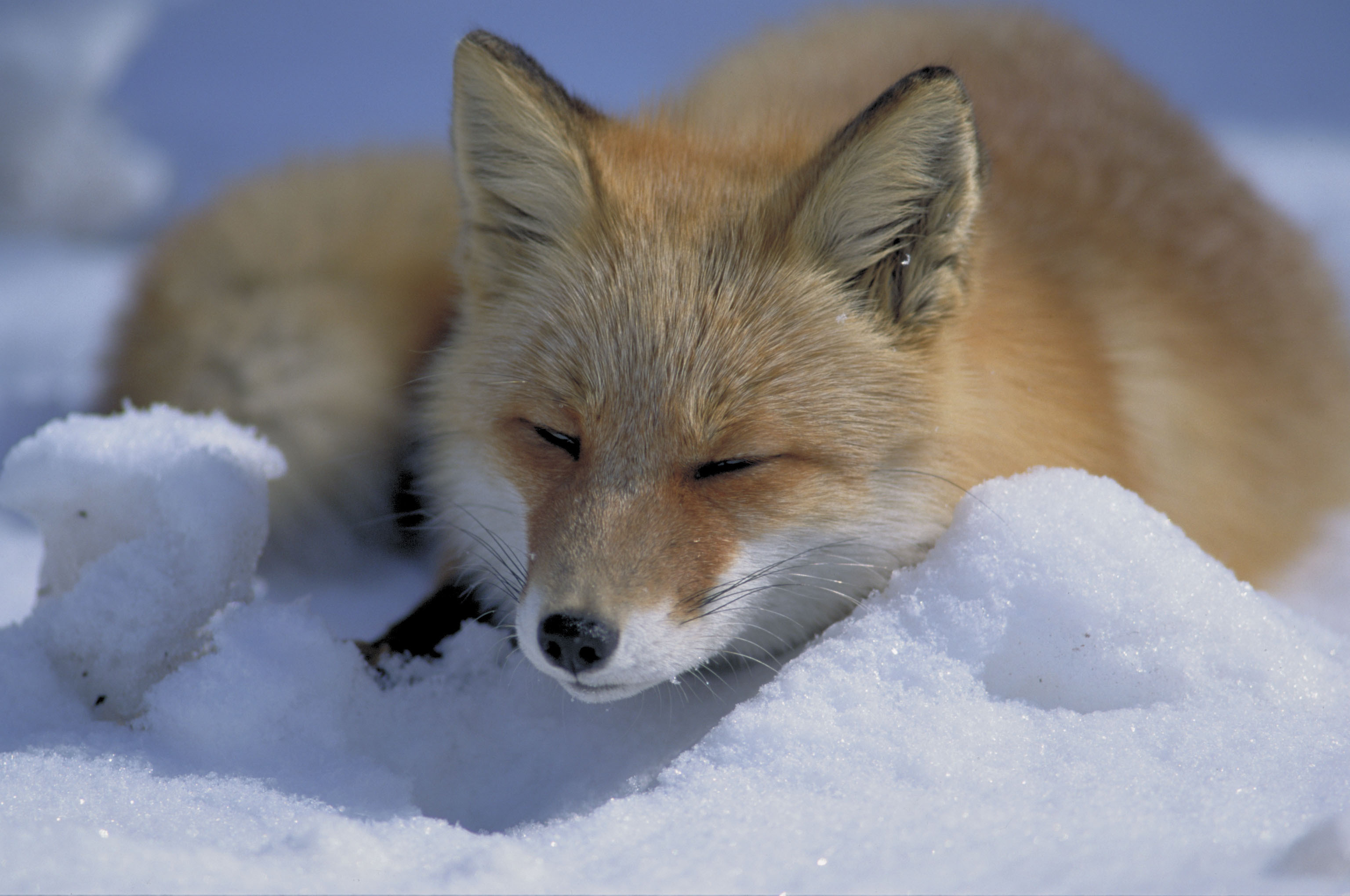
Der Rotfuchs – die Inspiration für das Firefox-Logo

Ursprünglich wurde Mozilla Firefox unter dem Namen Phoenix entwickelt, allerdings musste dieser Name aufgrund einer Klage des US-amerikanischen BIOS-Herstellers Phoenix Technologies geändert werden. Zunächst wurde der Browser in Mozilla Firebird und schließlich – aufgrund der Namensgleichheit mit der Open-Source-Datenbank Firebird – mit Version 0.8 (9. Februar 2004) in Mozilla Firefox umbenannt.
Firefox ist die wörtliche englische Übersetzung der chinesischen Bezeichnung huǒ hú 火狐 – „Feuerfuchs“. Damit wird im Allgemeinen der Rotfuchs (red fox), aber auch der rotbraune Kleine Panda (red panda) bezeichnet. Zunächst wurde der Name gewählt, ohne sich auf eine der beiden Tierarten festzulegen. Der Kleine Panda hatte jedoch in den Augen des Designers Jon Hicks keinen besonderen optischen Reiz, daher ließ er sich bei der Gestaltung des Logos von einer japanischen, mit „Firefox“ untertitelten Rotfuchszeichnung inspirieren.
Bis Version 1.5 von Firefox wurde Fx bzw. fx als die bevorzugte Abkürzung für den Browser in den Release-Notes genannt, in späteren Release-Notes wurde dieser Hinweis weggelassen. Darüber hinaus wird jedoch auch die inoffizielle Abkürzung FF genutzt.
Nach einem Namensstreit mit dem Debian-Projekt über die Nutzungsbedingungen für die Warenzeichen von Mozilla erhielt die in der Debian-Distribution enthaltene und leicht angepasste Firefox-Fassung den Namen Iceweasel. Andere Mozilla-Programme erhielten ebenfalls neue Namen, die allesamt mit Ice begannen. Anfang 2016 wurden diese Streitigkeiten beigelegt, und das Debian-Projekt verwendet seitdem wieder die ursprünglichen Namen.

## Funktionen und Eigenschaften
Ebenso wie die Mozilla Application Suite verwendet Firefox den Gecko-Renderer, ein programmübergreifendes Modul zur Darstellung von HTML-Seiten, und die XML-basierte Beschreibungssprache XUL zur Gestaltung der grafischen Benutzeroberfläche. Möglicherweise wird Firefox in Zukunft nicht mehr XUL verwenden.
Firefox kann durch Motive (englisch themes), die die komplette Benutzerschnittstelle verändern können, und durch Personas, die zwar gegenüber den Motiven in ihrem Funktionsumfang beschränkt, aber besonders leicht zu installieren und verwenden sind, optisch an den Geschmack des Anwenders angepasst werden. Mit Erweiterungen (englisch „Add-ons“) können zudem zahlreiche Funktionen, wie z. B. Mausgesten, Werbeblocker und Webentwickler-Werkzeuge, hinzugefügt werden.
Ab Version 0.9 enthält Firefox ein neues Standardmotiv namens „Winstripe“, das „Qute“ als Standardmotiv ersetzt, um so allen Versionen von Firefox ein einheitliches, allenfalls an die Gegebenheiten der jeweiligen Plattform angepasstes Erscheinungsbild zu verleihen. „Winstripe“ basiert auf dem ab Version 0.8 unter Mac OS X eingesetzten „Pinstripe“-Motiv, das von Kevin Gerich und Stephen Horlander im Hinblick auf Apples Vorgaben zur Benutzerschnittstelle Apple Human Interface Guidelines entwickelt wurde.
Firefox unterstützt Tabbed Browsing, worunter die Darstellung mehrerer, jeweils mit Tabs versehener Webseiten innerhalb eines einzelnen Anwendungsfensters verstanden wird. Ab der Version 4.0 war es möglich, über die Funktion Panorama Tabs zu gruppieren und diese Gruppen visuell darzustellen. Mit Version 45 wurde dieses Feature aufgrund geringer Nutzung wieder entfernt.
Ursprünglich wurden RSS-Web-Feeds in Form dynamischer Lesezeichen unterstützt. Dieses Feature wurde in der Version 64.0 aus verschiedenen Gründen entfernt. Mit Hilfe von Add-ons lassen sich diese weiterhin anzeigen und abonnieren.
Firefox wird gegenwärtig in 86 Sprachen angeboten, darunter auch Deutsch. Das Programm ist freie Software und wird unter der Mozilla Public License (MPL) 2 veröffentlicht. Ab Version 3 wurde bei der Installation des Browsers der Benutzer aufgefordert, einer Endbenutzer-Lizenzvereinbarung (EULA) zuzustimmen. Nach massiver Kritik an diesem Vorgehen, insbesondere aus dem Linux-Lager, wurde die EULA durch eine „Lernen Sie Ihre Rechte kennen“-Informationsleiste ersetzt, die bei der ersten Installation eingeblendet wird. Diese kann auch über die Adresszeile durch Eingabe von about:rights aufgerufen werden.
Um Suchvorgänge vereinfacht über die Adressleiste abzuwickeln, können Schlüsselwörter (Shortcuts) für das Suchen definiert werden. Die Schlüsselwortsuche ist eine leichte Abwandlung der Möglichkeit, Lesezeichen Shortcuts/Schlüsselwörter zuzuweisen.
Zum Organisieren und Finden von Lesezeichen kann man ihnen mehrere Schlagwörter zuweisen.
In Firefox ist ein Easter Egg eingebaut. Wenn in die Adressleiste about:mozilla eingegeben wird, erscheint Das Buch Mozilla.

### Sicherheit und Datenschutz

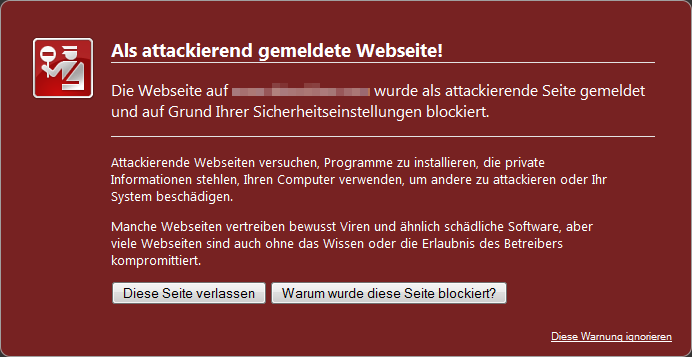
Warnmeldung über eine „als attackierend gemeldete Website“ im Firefox 15

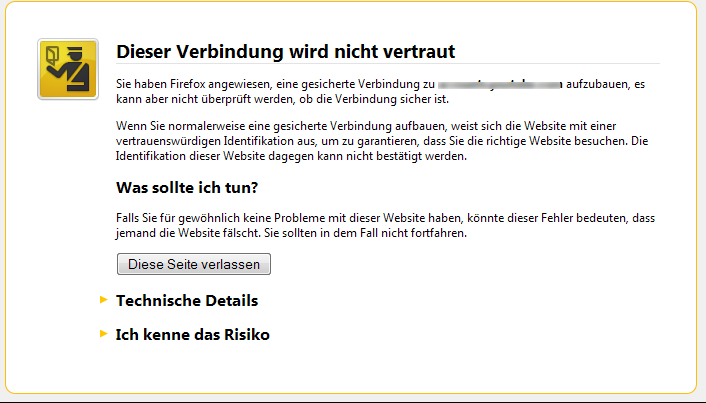
Warnmeldung wegen Zertifikatsfehler aus Firefox 10.0.2

Ab Version 3.5 bietet Firefox einen privaten Modus an, in dem kein Browserverlauf oder sonstige Daten, die während des Surfens anfallen, gespeichert werden. Im normalen Modus generierte Browserdaten können nachträglich mithilfe der Funktion „Neueste Chronik löschen“ selektiv entfernt werden – entweder für einen gewissen Zeitraum oder komplett. Bis Ende September 2017 traf das für Daten, die mit der IndexedDB-Schnittstelle erstellt wurden, nicht zu. Nachdem öffentlich über dieses acht Jahre bekannte Datenschutzproblem berichtet wurde, änderte Mozilla dieses Verhalten in Firefox 56, sodass danach auch solche von Webseiten angelegte Datenbanken nachträglich gelöscht werden können.
Im privaten Modus werden Inhalte blockiert, die den Benutzer über verschiedene Webseiten hinweg nachverfolgen lassen. Dazu gleicht Firefox URLs mit einer Liste des Unternehmens Disconnect.Me ab.
Zur Verbesserung des Datenschutzes kann Firefox vielseitig konfiguriert werden, einige Sicherheitsexperten und Datenschutzorganisationen äußern sich dazu und erläutern die Möglichkeiten.
Bei einem Absturz des Programms wird ein Bericht erstellt. Er enthält unter anderem die Namen der installierten Add-ons und Informationen zum verwendeten System (Prozessorbezeichnung, verwendetes Betriebssystem usw.) Die Angabe der Website, um die es konkret geht, kann durch den Benutzer hingegen unterdrückt werden. Dieser Bericht ist für die Entwickler bestimmt, um mögliche Fehler auszubessern. Das Versenden muss vom Benutzer explizit bestätigt werden.
Zum Schutz vor Phishing und Malware werden besuchte Webseiten und Signaturen vom Benutzer heruntergeladener Anwendungsprogramme automatisch mit einer lokal gespeicherten Liste verdächtig gemeldeter Seiten und Dateien eines anderen Herstellers, in der Voreinstellung Google, abgeglichen, die ungefähr halbstündlich aktualisiert wird.
Mittels einer in JavaScript umgesetzten Geolocation API können Webseiten – nach Erlaubnis des Nutzers – über Firefox den Standort des Nutzers bestimmen. Dazu wird ein Dienst von Google verwendet, welcher die anonymen Verbindungsdaten auswerten und speichern kann.

### Erweiterungen
Firefox bietet die Möglichkeit, verschiedene Erweiterungen (englisch Add-ons) und „Themes“ zu installieren, um Anwendungsfunktionen oder weitere Optionen bereitzustellen, die nicht vom eigentlichen Browser angeboten werden, oder um sein Erscheinungsbild zu verändern. Einige dieser Zusatzfunktionen werden absichtlich nicht in den Funktionsumfang des Browsers aufgenommen, damit ein verhältnismäßig schlanker Browser erhalten bleibt und auch um das Firefox-Projekt übersichtlicher zu gestalten. Bei den Erweiterungen handelte es sich bisher um Dateien im ZIP-Format, die in XUL und JavaScript geschriebene Programme enthalten. Die Verwendung von XUL und JavaScript macht diese Funktionen plattformunabhängig. Mit Firefox 4 wurde eine neue Add-on-API (bisher „Jetpack“) genannte Schnittstelle für Erweiterungen eingeführt, die sich ausschließlich auf die Websprachen HTML, JavaScript und CSS stützt und die Installation sowie das Entfernen von Erweiterungen ohne Browserneustart ermöglichen soll. Mit WebExtensions gibt es ab Version 48 ein neues Erweiterungsformat, das eine weitgehende Kompatibilität mit anderen Browsern besitzt.

### Marketplace
Unter der Bezeichnung Firefox Marketplace wurde im Oktober 2012 eine Plattform gestartet, auf der Firefox-Nutzer Anwendungen für ihren Browser herunterladen können. Der Marketplace war zunächst nur unter Firefox für Android verfügbar, soll später aber auch auf anderen Betriebssystemen nutzbar sein. Ähnlich dem Chrome Web Store basieren alle dort erhältlichen Programme auf Webstandards, sind also nicht abhängig von der jeweiligen Architektur. Zur Vorstellung waren im Firefox Marketplace unter anderem Twitter und SoundCloud erhältlich.

## Technische Merkmale
Firefox steht aktuell für die Betriebssysteme Windows (ab Windows 7), Linux und macOS (ab Version 10.12) zur Verfügung. Als ESR-Version (Extended Service Release) werden noch Versionen für Mac OS X 10.9, 10.10 und 10.11 angeboten. Die Linux-Version benötigt zusätzlich verschiedene Pakete und Bibliotheken Dritter, die zusammen mit Firefox selbst bei der Mehrzahl der Distributionen bereits mitgeliefert werden.
Nach Herstellerangaben sind die empfohlenen Systemvoraussetzungen für Windows und Linux ein Intel Pentium 4, der SSE2 unterstützt, 512 MB RAM und 200 MB Festplattenspeicher. Ab Firefox 49 wird eine SSE2-fähige CPU zwingend vorausgesetzt. Die Versionen für Mac benötigen einen Intel ×86-Prozessor und ebenfalls 512 MB RAM und 200 MB Festplattenspeicher.
Außer den oben genannten offiziell von Mozilla unterstützten Versionen gibt es Portierungen für Solaris (sowohl für ×86- als auch Sun-SPARC-Prozessoren), OS/2 und AIX von IBM, FreeBSD, OpenBSD, PC-BSD, SkyOS, BeOS und ZETA sowie RISC OS. Eine Portierung auf weitere Plattformen ist durch die Quelloffenheit möglich. Mittlerweile ist auch eine Portable Edition für die Nutzung auf externen Speichermedien (zum Beispiel externen Festplatten, USB-Sticks oder Speicherkarten) für Windows erhältlich. Darüber hinaus sind für verschiedene Plattformen optimierte Versionen verfügbar, die eine schnellere Reaktionszeit und geringeren Speicherbedarf zu erreichen versuchen. Für Smartphones hat Mozilla Firefox Mobile entwickelt, welcher unter Android und iOS läuft. Seit Dezember 2017 gibt es auch Firefox for Fire TV, eine Version für die Verwendung mit Amazon Fire TV.
Um Mozilla Firefox besser auf Windows-8-Tablets und anderen Windows-8-Geräten nutzen zu können, hatte Mozilla außerdem eine Modern-UI-Version, vorher als Metro bekannt, angekündigt. Diese sollte, wie alle Apps für Windows 8, für Touchscreens optimiert sein. Aufgrund des geringen öffentlichen Interesses an Modern UI und somit an einer für diese Oberfläche optimierten Version und einer geringen Anzahl an Beta-Testern wurde die Entwicklung eingestellt und das Projekt abgebrochen.
Bei einer Untersuchung der Unterstützung der W3C-Standards (sogenannte Empfehlungen) erreichte Firefox in der Version 35 eine Quote von 90 % der getesteten Eigenschaften. Zum Vergleich: Safari 8 erreichte 90 % der Eigenschaften, 92 % Google Chrome 40 sowie Opera 26 und 85 % Internet Explorer 11.

## Versionsgeschichte
Früher wurde jeweils nach der Veröffentlichung einer neuen Hauptversion die vorherige noch eine Zeit lang mit Aktualisierungen versorgt. Im März 2010 wurde mit Version 3.0.19 die Unterstützung und Weiterentwicklung des Zweiges 3.0 und im April 2012 mit Version 3.6.28 die des Zweiges 3.6 eingestellt und ein neuer Versionszyklus eingeführt.
Seitdem erschienen Sicherheits- und Stabilitätsaktualisierungen nur noch in Ausnahmefällen. Stattdessen wurde die nächste Hauptversion mit neuen oder aktualisierten sowie geänderten Funktionen zugleich als Sicherheits- und Stabilitätsaktualisierung behandelt. Dieses Vorgehen rief Kritik hervor, da es „Unternehmen nicht zumutbar (sei), alle sechs Wochen auf eine neue Browser-Version umzustellen, nur um Sicherheitslecks zu stopfen“. Hingegen sahen Befürworter dieses Vorgehens in der schnellen Versorgung mit neuen Funktionen und Unterstützung neuer Webtechniken auch Vorteile, vor allem für Heimanwender.
Als Reaktion auf die Kritik veröffentlichte die Mozilla Corporation für Unternehmen, Bildungseinrichtungen und Behörden Anfang 2012 mit Version Firefox 10 ESR wiederum eine sogenannte Extended-Support-Release-Ausgabe (deutsch: Version mit verlängerter Unterstützung). Sie enthielt, wie davor Version 3.6, keine neuen Funktionen, sondern allein Fehler- und Sicherheitsupdates. Mit jeder siebten Firefox-Hauptversion – also im Abstand von etwa 54 Wochen – wird das bisherige ESR durch eine neue Version ersetzt. So erschienen bislang die Firefox-ESR-Versionen 17 (Ende 2012), 24 (Herbst 2013), 31 (Juli 2014), 45 (April 2016), 52 (März 2017) und 60 (Juni 2018). Anfang September (2019) folgte die Firefox Version 69, die ohne Flash-Plugin arbeiten sollte.

### Wichtige Versionen
Folgende Tabelle enthält nur die wichtigsten Versionen von Mozilla Firefox, ab Version 4 insbesondere die sogenannten ESR-Versionen (Extended Support Release), die über einen längeren Zeitraum mit Sicherheitsaktualisierungen versorgt werden. Eine detaillierte Auflistung aller veröffentlichten Hauptversionen, einschließlich der Vorabversionen und der Sicherheits- und Stabilitätsaktualisierungen, ist im Hauptartikel verfügbar.
| Browsername                                                                                    | Version     | Gecko- Version | Codename      | Veröffentlichung a                                        | Anmerkungen und relevante Änderungen |
| ---------------------------------------------------------------------------------------------- | ----------- | -------------- | ------------- | --------------------------------------------------------- | --- |
| Phoenix                                                                                        | 0.1         | 1.2            | Pescadero     | 23. Sep. 2002                                             | Erste Version; anpassbare Symbolleiste, Schnellsuche, gleichzeitige Darstellung mehrerer Dokumente innerhalb eines Anwendungsfensters (Tabbed Browsing). |
| Firebird                                                                                       | 0.6         | 1.5            | Glendale      | 17. Mai 2003                                              | Neuerungen: Namensänderung in „Firebird“, neues Standardmotiv (Theme) namens „Qute“, Verbesserungen der Benutzeroberfläche, erste Version für macOS. |
| Firefox                                                                                        | 0.8         | 1.6            | Royal Oak     | 9. Feb. 2004                                              | Neuerungen: Namensänderung in „Firefox“, Installationsprogramm für Windows, Verbesserungen der Benutzeroberfläche, neues Standardmotiv (Theme) für Mac OS X namens „Pinstripe“. |
| Firefox                                                                                        | 1.0         | 1.7            | Phoenix       | 9. Nov. 2004                                              | Erste Hauptversion. Neuerungen: RSS-Web-Feeds, Suchleiste, Funktion zum Suchen nach Plug-ins. |
| Firefox                                                                                        | 1.5         | 1.8            | Deer Park     | 29. Nov. 2005                                             | Neuerungen: Unterstützung für SVG und Canvas, Verbesserungen in JavaScript 1.5 und CSS 2/3, neue Funktionen „Private Daten löschen“ und „Fehlerhafte Website melden“, schnellere Navigation, Verschieben von Tabs per Drag and Drop, verbesserter Pop-up-Blocker, neues Update-System, Anpassungen der Benutzeroberfläche an Windows XP. |
| Firefox                                                                                        | 2.0         | 1.8.1          | Bon Echo      | 24. Okt. 2006                                             | Neuerungen: integrierter Phishing-Schutz, Rechtschreibprüfung, automatisches Wiederherstellen der letzten Sitzung nach Browser-Absturz (Session Restore), automatische Suchvorschläge, überarbeitete Update-Funktion und Feedreader-Integration. |
| Firefox                                                                                        | 3.0         | 1.9            | Gran Paradiso | 17. Juni 2008                                             | Neuerungen: neue plattformspezifische Standardmotive (Themes) für die Benutzeroberfläche, Verbesserungen der Benutzeroberfläche, Umstellung auf die Grafikbibliothek Cairo, Unterstützung des APNG-Grafikformats und von Farbprofilen, verbesserter Schutz vor Schadsoftware, verbesserte Geschwindigkeit der JavaScript-Engine. |
| Firefox                                                                                        | 3.5         | 1.9.1          | Shiretoko     | 30. Juni 2009                                             | Neuerungen: verbesserte Unterstützung von Webstandards, Unterstützung der HTML5-Elemente <canvas>, <audio> und <video> in Verbindung mit nativer Unterstützung der Codecs Vorbis und Theora im Ogg-Containerformat, Realisierung der in HTML5 definierten Methoden zur Offline-Datenspeicherung, Integration von standortbezogenem Surfen, privat Modus zu einer verbesserten Privatsphäre, neue JavaScript-Engine TraceMonkey. |
| Firefox                                                                                        | 3.6         | 1.9.2          | Namoroka      | 21. Jan. 2010                                             | Neuerungen: verbesserte Unterstützung von Webstandards, Integration der Personas-Erweiterung zum schnellen Wechseln von Browserstilen, Unterstützung für Bewegungssensoren, verbesserte Geschwindigkeit von Browser und JavaScript-Engine, Schutz vor inkompatiblen oder fehlerhaften Plug-ins, verbesserte Unterstützung für HTML5, Unterstützung des Web Open Font Formats. |
| Firefox                                                                                        | 3.6.28      | 1.9.2          | Namoroka      | 13. März 2012                                             | Letzte Version vor Verzicht auf Unterversionen bei der Nummerierung; wie spätere ESR parallel zu neueren Versionszweigen gepflegt; Sicherheits- und Stabilitätsaktualisierung. |
| Firefox                                                                                        | 4.0         | 2.0            | Tumucumaque   | 22. März 2011                                             | Neuerungen: weitgehend überarbeitete Benutzeroberfläche, Integration der Erweiterungen Sync (früher Weave Sync genannt) und Panorama (früher TabCandy genannt), Webentwicklerwerkzeug „Web-Konsole“ zum Aufspüren von Fehlern in Webseiten, neue JavaScript-Engine JägerMonkey, hardwarebeschleunigte Darstellung von Benutzeroberfläche und Webinhalten, neuer HTML5-Parser, Unterstützung von WebM, WebGL und Multi-Touch-Gesten, allgemeine Verbesserungen von Geschwindigkeit und Stabilität; Apple-Computer mit PowerPC-Architektur werden nicht mehr unterstützt; dafür erste offizielle 64-Bit-Version für Mac OS X und Linux. |
| Firefox                                                                                        | 10.0        | 10.0           |               | 31. Jan. 2012                                             | Neuerungen: Verbesserung der Kompatibilität von Add-ons („Silent Update“), kleinere Fehler sollen via nachinstalliertes Add-on behoben werden und so kein komplettes Update mit neuer Versionsnummer voraussetzen, Integration eines Code-Editors direkt in Firefox („Orion code editor“), weitere Verbesserungen an der Web-Konsole, Möglichkeit der Untersuchung und Bearbeitung von CSS-Eigenschaften eines HTML-Elements durch Webentwickler, Verbesserungen der Geschwindigkeit beim Seitenaufbau, Implementierung von Antialiasing für WebGL, Implementierung der „Full Screen APIs“ zur Darstellung von Webanwendungen im Vollbildmodus, Implementierung von 3D-Transformationen mittels CSS3, Verbesserungen im Setup des Synchronisierungsdienstes. Firefox 10 ist die erste ESR-Version (Extended Support Release) speziell für Firmen, akademische Einrichtungen und Behörden. Sie bietet neun Monate Updates mit Fixes für kritische und sicherheitsrelevante Fehler. |
| Firefox                                                                                        | 10.0.12esr  | 10.0           |               | 8. Jan. 2013                                              | Sicherheitsaktualisierungen; zuvor erschienen die Aktualisierungen 10.0.1 bis 10.0.11. Letzte „ESR“-Version für Windows 2000 und XP (SP2). |
| Firefox                                                                                        | 17.0        | 17.0           |               | 20. Nov. 2012                                             | Neuerungen: Unterstützung für Windows 8 und für die Mitteilungszentrale von OS X Mountain Lion, „Click-to-play“-Plugin-Blocker, größere Icons in der Awesome-Bar, Integration einer HSTS-Hosts-Liste, Sandbox-Technik (Schutz vor iframes), Social-API-Schnittstelle (Facebook-Integration), Leistungsverbesserungen, Sicherheitsaktualisierungen. |
| Firefox                                                                                        | 17.0.11esr  | 17.0           |               | 15. Nov. 2013                                             | Sicherheitsaktualisierungen; zuvor erschienen die Aktualisierungen 17.0.2 bis 17.0.10. |
| Firefox                                                                                        | 24.0        | 24.0           |               | 17. Sep. 2013                                             | Neuerungen: Alle Tabs rechts vom Mausklick können nun geschlossen werden; Chat-Fenster lassen sich separat darstellen; Verbesserung der Browser-Konsole; Verbesserung beim Rendern von SVG-Dateien. |
| Firefox                                                                                        | 24.8.1esr   | 24.0           |               | 24. Sep. 2014                                             | Außerplanmäßige Sicherheitsaktualisierungen zur ESR-Version auf Basis der Version 24.0. |
| Firefox                                                                                        | 31.0        | 31.0           |               | 22. Juli 2014                                             | Seit Firefox 27 ist das Verschlüsselungsprotokoll TLS 1.2 standardmäßig aktiviert. Ab Version 28 kann Firefox VP9 und Opus decodieren. In Firefox 29 wurde die Bedienoberfläche stark überarbeitet; das neue Design orientierte sich an Googles Webbrowser Chrome und wurde Australis genannt. |
| Firefox                                                                                        | 31.8.0esr   | 31.0           |               | 2. Juli 2015                                              | Letzte Sicherheitsaktualisierungen zur ESR-Version auf Basis der Version 31.0. |
| Firefox                                                                                        | 38.0        | 38.0           |               | 12. Mai 2015                                              | In Firefox 33 wurde Ciscos offener H.264-Codec integriert; in Version 34 der WebRTC-Client „Hello“. Seit Firefox 36 wird HTTP/2 unterstützt. Ab Version 37 setzt Firefox eine zentrale Sperrliste für nicht vertrauenswürdige Zertifikate ein. Ab Version 38 wurde EME, eine digitale Rechteverwaltung, für geschützte HTML5-Videos integriert. |
| Firefox                                                                                        | 38.8.0esr   | 38.0           |               | 26. Apr. 2016                                             | Letzte Sicherheitsaktualisierungen zur ESR-Version auf Basis der Version 38.0. |
| Firefox                                                                                        | 45.0        | 45.0           |               | 8. März 2016                                              | In Version 39 wurden veraltete Verschlüsselungsverfahren entfernt (SSLv3 und RC4). Ab Version 40 warnt Firefox vor unsignierten Erweiterungen und liefert eine leicht veränderte Oberfläche für Windows 10. In Firefox 42 wurde ein Schutz vor Nutzerverfolgung durch Werbenetzwerke hinzugefügt. Ab Version 43 werden unsignierte Erweiterungen blockiert. Firefox 45 entfernte die Funktion, Tabs zu gruppieren und brachte Verbesserungen bei der Synchronisierung von Tabs. |
| Firefox                                                                                        | 45.9.0esr   | 45.0           |               | 19. Apr. 2017                                             | Letzte Sicherheitsaktualisierungen zur ESR-Version auf Basis der Version 45.0. |
| Firefox                                                                                        | 52.0        | 52.0           |               | 7. März 2017                                              | In Firefox 48 wurde die neue Multiprozess-Architektur (e10s) bei manchen Nutzern aktiviert, in Version 49 wurde die Unterstützung ausgeweitet. Zu TLS 1.3 wurde in Version 49 der WebRTC-Client „Hello“ wieder entfernt. Ab Version 51 werden FLAC- und WebGL 2 unterstützt. Zudem blendet Firefox seit dieser Version auf Seiten ohne sichere Verbindung, die die Eingabe von Anmeldedaten verlangen, künftig einen Warnhinweis ein. Firefox 52 brachte die Unterstützung für WebAssembly und entfernte die Unterstützung für NPAPI-Plugins außer Flash. |
| Firefox                                                                                        | 52.9.0esr   | 52.0           |               | 26. Juni 2018                                             | Aktualisierung der ESR-Version auf Basis von Firefox 52. Die ESR-Version unterstützt weiterhin NPAPI-Plugins und wird mit deaktiviertem WebAssembly ausgeliefert. Es handelt sich um die letzte Version mit Unterstützung von Windows XP und Vista, sodass Nutzer dieser Betriebssysteme automatisch auf die ESR-Version umgestellt werden. |
| Firefox                                                                                        | 56.0.1      | 56.0.1         |               | 9. Okt. 2017                                              | Der Compositor, der für die Darstellung von Webseiten verantwortlich ist, wurde in Version 53 in einen eigenen Prozess ausgelagert (Projekt Quantum). Dies soll die Stabilität erhöhen. Ab dieser Version werden Windows Vista und XP, sowie für 32-Bit-Versionen von Mac OS X, nicht weiter unterstützt. Firefox 54 baute die Multiprozess-Architektur weiter aus. Firefox 55 brachte neben einer verbesserten Performance die Unterstützung webbasierter VR-Inhalte. Firefox 56 wurde um ein Werkzeug zum Anfertigen von Bildschirmkopien ergänzt und schließt ein seit langem bestehendes Datenschutzproblem im Umgang mit der IndexedDB-Schnittstelle. |
| Firefox Quantum                                                                                | 57.0.4      | 57.0           |               | 4. Jan. 2018                                              | Größeres Update, das eine erneuerte Browser-Engine namens Quantum und die neue Benutzeroberfläche Photon einführt, wodurch sich Geschwindigkeit und Speicherverbrauch deutlich verbessern sollen. Dazu wurden größere Teile des Firefox-Quellcodes umgeschrieben. Add-ons auf Basis von XUL/XPCOM werden aufgrund dessen nicht mehr unterstützt. |
| Firefox Quantum                                                                                | 60.0.2      | 60.0           |               | 6. Juni 2018                                              | ESR-Version mit Enterprise Policy Engine, die die Windows-Gruppenrichtlinien unterstützt. Ab Version 60 bietet Firefox die Option, DNS over HTTPS (DoH) als experimentelle Funktion zu aktivieren. Weiters wird WebAuthn unterstützt. |
| Firefox Quantum                                                                                | 60.9.0esr   | 60.0           |               | 3. Sep. 2019                                              | Letzte planmäßige Sicherheitsaktualisierungen der ESR-Version auf Basis der Version 60. |
| Firefox Quantum                                                                                | 68.0.2      | 68.0           |               | 14. Aug. 2019                                             | Außerplanmäßige Fehlerbehebungen und Sicherheitsaktualisierungen. |
| Firefox Quantum                                                                                | 68.12.0esr  | 68.0           |               | 25. Aug. 2020                                             | Letzte planmäßige Sicherheitsaktualisierungen der ESR-Version auf Basis der Version 68. |
| Firefox Quantum                                                                                | 69.0.3      | 69.0           |               | 10. Okt. 2019                                             | Neuerungen: |
| Firefox Browser                                                                                | 70.0.1      | 70.0           |               | 31. Okt. 2019                                             | Neuerungen: |
| Firefox Browser                                                                                | 77.0.1      | 77.0.1         | 3. Juni 2020  | Neuerungen:                                               | |
| Firefox Browser                                                                                | 78.0.2      | 78.0           |               | 9. Juli 2020                                              | Außerplanmäßige Sicherheitsaktualisierung, Fehlerbehebungen. |
| Firefox Browser                                                                                | 78.15.0esr  | 78.0           |               | 5. Okt. 2021                                              | Letzte planmäßige Aktualisierungen der ESR-Version auf Basis der Version 78. |
| Firefox Browser                                                                                | 80.0.1      | 80.0.1         |               | 1. Sep. 2020                                              | Neuerungen: |
| Firefox Browser                                                                                | 84.0.2      | 84.0.2         |               | 6. Jan. 2021                                              | Neuerungen: |
| Firefox Browser                                                                                | 85.0.2      | 85.0.2         |               | 9. Feb. 2021                                              | Neuerungen: Ende der Unterstützung von Adobe Flash; Erweiterung um Schutz vor Supercookies; Speicherung von und Zugriff auf Bookmarks verbessert; Im Passwortmanager gespeicherte Passwörter können mit einem Klick gelöscht werden. |
| Firefox Browser                                                                                | 89.0        | 89.0           |               | 1. Juni 2021                                              | Neuerungen: Neues „Proton“-Design; verbesserter Datenschutz in privaten Fenstern; zahlreiche Verbesserungen für Nutzer von macOS; Verbesserungen der Webplattform und Entwicklerwerkzeuge; Sicherheitsaktualisierungen. |
| Firefox Browser                                                                                | 89.0.2      | 89.0           | 23. Juni 2021 | Behebung gelegentlicher Hänger mit WebRender unter Linux. | |
| Firefox Browser                                                                                | 91.0.2      | 91.0           |               | 24. Aug. 2021                                             | Neuerungen: |
| Firefox Browser                                                                                | 91.13.0esr  | 91.0           |               | 23. Aug. 2022                                             | Letzte planmäßige Stabilitäts-, Funktions- und Sicherheitsaktualisierungen der ESR-Version auf Basis der Version 91. |
| Firefox Browser                                                                                | 100.0       | 100.0          |               | 3. Mai 2022                                               | Neuerungen: |
| Firefox Browser                                                                                | 100.0.2     | 100.0          | 20. Mai 2022  | Außerplanmäßige Sicherheitsaktualisierung.                | |
| Firefox Browser                                                                                | 102.0.1     | 102.0          |               | 6. Juli 2022                                              | Neuerungen: |
| Firefox Browser                                                                                | 102.15.1esr | 102.0          |               | 12. Sep. 2023                                             | Letzte außerplanmäßige Sicherheitsaktualisierung der ESR-Version auf Basis der Version 102. |
| Firefox Browser                                                                                | 115.0.3     | 115.0          |               | 27. Juli 2023                                             | Neuerungen: |
| Firefox Browser                                                                                | 115.27.0esr | 115.0          |               | 19. Aug. 2025                                             | Planmäßige Sicherheitsaktualisierungen. |
| Firefox Browser                                                                                | 128.0.3     | 128.0          |               | 26. Juli 2024                                             | Außerplanmäßige Fehlerbehebungen. |
| Firefox Browser                                                                                | 128.14.0esr | 128.0          |               | 19. Aug. 2025                                             | Planmäßige Sicherheitsaktualisierungen. |
| Firefox Browser                                                                                | 140.0.4     | 140.0          |               | 8. Juli 2025                                              | Außerplanmäßige Neuerung und Fehlerbehebungen. |
| Firefox Browser                                                                                | 140.2.0esr  | 140.0          |               | 19. Aug. 2025                                             | Planmäßige Sicherheitsaktualisierungen. |
| Firefox Browser                                                                                | 142.0       | 142.0          |               | 19. Aug. 2024                                             | Neuerungen: |
| Legende:Ältere Version; nicht mehr unterstütztÄltere Version; noch unterstütztAktuelle Version |             |                |               |                                                           | |

### Portable Ausgabe
Die offizielle Ausgabe von Mozilla Firefox erfordert im Normalfall eine Installation auf dem Zielsystem. Das erschwert allerdings den rechnerübergreifenden Einsatz mit Wechseldatenträgern (beispielsweise mit einem USB-Stick), die es unter anderem ermöglichen, Firefox mit dem gleichen Profil, das heißt den gleichen Lesezeichen, Verlauf, Formulareingaben, Passwörtern, Einstellungen und so weiter, an Büro- und Heimcomputer einzusetzen. Aus diesem Grund wird von PortableApps eine inoffizielle, portable Ausgabe von Firefox angeboten – Mozilla Firefox, Portable Edition –, die so weit angepasst wurde, dass sie direkt auf einen Wechseldatenträger entpackt werden kann und auf diesem nutzbar ist. Dabei bleiben die sensiblen Daten auf dem Wechseldatenträger und müssen nicht auf der lokalen Festplatte des genutzten Rechners zurückbleiben.

### 64-Bit-Variante
Bereits im Jahre 2009 existierten von Linux-Distributoren erstellte 64-Bit-Varianten von Firefox für Linux.
Neben der offiziellen 32-Bit-Variante von Firefox bietet Mozilla für Windows zu Testzwecken eine 64-Bit-Variante der Developer Edition zum Download an. Die erste Beta-Version dieser Variante wurde mit Firefox 38 am 3. April 2015 veröffentlicht. Gleichzeitig boten Projekte wie Waterfox Cyberfox oder Pale Moon aus dem Quellcode von Firefox erzeugte inoffizielle 64-Bit-Versionen an.
Mit Versionsnummer 56.0.1 werden Nutzer der 32-Bit-Version von Firefox, sofern ihr System über mindestens 2 GB Arbeitsspeicher verfügt, automatisch auf die 64-Bit-Version umgestellt. Ende September 2017 waren noch rund 70 Prozent aller Firefox-Installationen auf 64-Bit-Windows-Systemen 32-Bit-Versionen von Firefox.

### Mobile Versionen
Von Mozilla werden auch mobile Versionen für Android und iOS veröffentlicht. Diese findet man in den App-Stores der Hersteller. Im Gegensatz zu Firefox für Android unterstützt Firefox für iOS keine Browser-Add-ons. Außerdem muss Firefox Apples WebKit-Rendering-Engine und kann nicht Mozillas Gecko nutzen. Dies ist durch Apples restriktive Einschränkungen durch den App Store vorgegeben, wodurch es schlussendlich keine wirklichen alternativen Browser auf iOS ermöglicht. Für Europa wurde diese Restriktion mit iOS 17.4 im Januar 2024 aufgrund der DMA (Digital Markets Act) aufgehoben.
Zusätzlich gibt es für Android und iOS den auf Schlichtheit und Privatsphäre ausgelegten Browser Firefox Klar.

### Vorabversionen

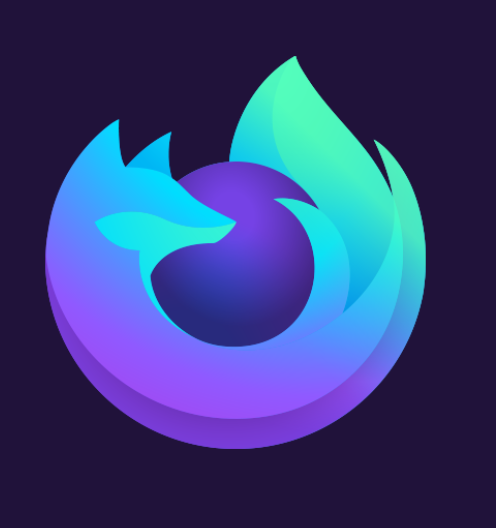
FirefoxNightly Logo (2023-05)

Mozilla bietet für die Desktop-Variante zwei Vorabversionen an: Die Beta-Version und die Nightly-Version. Die Beta-Version beinhaltet Funktionen, die demnächst veröffentlicht werden. Die Nightly-Version beinhaltet frühere Builds, die nicht zwangsläufig in der Mainstream-Version vorkommen müssen. Der Nightly-Browser wird parallel zu einer bestehenden Firefox-Version angelegt, bei der Installation des Beta-Browsers (auf Windows und iOS) wird hingegen lediglich die aktuelle Build durch die Beta-Build ersetzt.
Für Android-Geräte gibt es auch die Nightly- und die Beta-Version. Für iOS-Nutzer stellt Mozilla die Betaversionen über die TestFlight-Anwendung von iOS zur Verfügung.
Zusätzlich gibt es eine Developer-Version. Diese Version ist auch eine Vorabversion, ist aber für Entwickler gedacht, die mit dieser Version ihre Anwendungen auf kommende Versionen vorbereiten können. Diese Version ist für Mobilgeräte nicht verfügbar.

### Inoffizielle Versionen
Mozilla selbst nimmt keine Codeoptimierungen für spezielle Prozessoren vor. Von Mozilla Firefox existieren, ebenso wie von Mozilla Thunderbird, jedoch zahlreiche inoffizielle Versionen (Builds) für verschiedene Betriebssysteme.
Ein Grund ist die Optimierung für bestimmte Plattformen (etwa SSE2-Builds für Pentium-4-Prozessoren). In Kombination mit Techniken wie der profilgesteuerten Optimierung, die neuere C++-Compiler unterstützen, lassen sich Reaktionszeit und Speicherbedarf deutlich verbessern, mithin steigt die Geschwindigkeit des Browsers. Dennoch ist die Verwendung solcher inoffizieller Versionen kein Garant für schnelleres Surfen, vereinzelt kommt es gar zu Geschwindigkeitseinbußen.

## Kritik

### Fehlende Funktionen
Manche Benutzer wünschen sich änderbare Tastenkombinationen, Tabgruppen oder die Unterstützung für Progressive Web Apps.
Die ebenfalls gewünschte vertikale Tableiste kam 2025 mit Version 136.

### Ressourcenbedarf älterer Versionen
Ältere Versionen von Mozilla Firefox wurden wegen eines als zu hoch empfundenen Bedarfs an Systemressourcen kritisiert. Die Entwickler gaben an, dass dieses Verhalten zum Teil gewollt sei, so würden ab Version 1.5 zur schnelleren Navigation mehr geöffnete Seiten zwischengespeichert, wenn auf dem System ausreichend Ressourcen verfügbar seien. Dieser Umstand verbesserte sich jedoch mit neueren Versionen des Browsers. Die Version 3.0 wurde unter anderem erfolgreich auf die Verringerung des Ressourcenverbrauchs hin optimiert.

### Digitale Rechteverwaltung
2014 wurde Mozilla dafür kritisiert, dass eine Unterstützung für Encrypted Media Extensions, einen Kopierschutz für Multimedia, in Firefox für Windows integriert wurde. Mozilla argumentierte, dieser Kopierschutz werde bei vielen großen Streaming-Media-Diensten genutzt und es sei nötig, ihn zu unterstützen, damit Firefox im Vergleich mit anderen Webbrowsern, in denen diese Unterstützung bereits durchgängig implementiert sei, nicht ins Hintertreffen gerate. Kritiker verwiesen darauf, dass für die Implementierung des Kopierschutzes Quellcode verwendet werde, der nicht quelloffen sei. Dies verletze die Grundsätze von Open-Source-Software.

### Integration mit Windows 10
2015 passte Mozilla den Firefox-Browser für Windows 10 an, das unter anderem eine integrierte Internetsuche bietet. Die von dieser Funktion verwendete Suchmaschine lässt sich nicht direkt über die Windows-Einstellungen auswählen. Mozilla wurde dafür kritisiert, dass diese Suchmaschine umgestellt wird, sobald Firefox als Standardbrowser in Verwendung ist und dessen eigene Standardsuchmaschine von der von Windows bevorzugten (und nicht änderbaren Suche mit Bing) abweicht. Der Benutzer kann dieser Änderung nicht zustimmen oder sie ablehnen, er wird noch nicht einmal auf diese Umstellung hingewiesen.

### Abhängigkeit von Google
Die Mozilla Foundation wurde auch dafür kritisiert, dass sie für hohe finanzielle Zuwendungen von Google ihre früheren Ideale gefährde oder bereits aufgegeben habe. (Siehe auch Finanzierung und Werbung)

### Cliqz-Erweiterung
Für Kritik bei Nutzern sorgte Ende 2017 die Bündelung mit dem Add-on Cliqz, das testweise zunächst bei einem Prozent der Firefox-Downloads aus Deutschland mitgeliefert und standardmäßig aktiviert wurde. Kritisiert wurden mögliche Einschränkungen beim Datenschutz, da zur Anzeige von Surfvorschlägen beim Tippen in die Adressleiste die Benutzereingaben an die Server der hauptsächlich zur Hubert Burda Media gehörenden Cliqz GmbH gesendet werden.
Für Kritik von Benutzern und prominenten Mitarbeitern sorgte im Dezember 2017 die ungefragte Installation eines Add-ons bei US-Nutzern des Firefoxes zur Promotion einer seit 2015 ausgestrahlten US-amerikanischen Fernsehserie. Dieses Add-on hatte einige Nutzer irritiert, da sie es für eine von einer Schadware heimlich installierten Komponente hielten. Die Kritiker sahen dieses Verhalten als widersprüchlich zu den Zielen der Mozilla-Stiftung an. Mozilla entschuldigte sich und zog die automatisierte Installation des Add-ons zurück und kündigte nach einer internen Untersuchung einen Monat später Änderungen an den sogenannten „Shield-Studies“ an, über die das Add-on installiert wurde.

### Sammlung von Nutzerdaten für die Werbeindustrie
Im Juli 2024 wurde mit Firefox 128 eine neue Funktion unter dem Namen Privacy Preserving Attribution (PPA) eingeführt und standardmäßig aktiviert. Sie sammelt Daten zum Nutzerverhalten für die Werbeindustrie und kann in den Einstellungen abgeschaltet werden. Die Funktion und die Informationspolitik des Unternehmens dazu sorgte für Kritik.

### Ausbremsen durch Windows 10 und 11
Nach ca. 5 Jahren beseitigte Microsoft 2023 einen „Fehler“ in eigener Software, der Firefox jahrelang erheblich verlangsamte.

## Verbreitung

### Marktanteile in Deutschland
Die Statista-Übersicht über Marktanteile der führenden Browserfamilien an der Internetnutzung in Deutschland weist für die Nutzung von Firefox, inklusive der Firefox-Forks, für den Juli 2024 einen Marktanteil von 21,96 % aus. Demnach ist er gegenwärtig der zweithäufigst genutzte Browser in Deutschland.

### Downloadzahlen
Um die Verbreitung des freien Browsers Firefox zu fördern und sich im Browserkrieg behaupten zu können, veranstaltete Mozilla mehrere sogenannte „Download Days“, die das Ziel hatten, möglichst viele Downloads in einer möglichst kurzen Zeit zu erreichen. Mehrmals konnte sich das Projekt dabei selbst übertreffen. Im Zuge der Veröffentlichung der Version 3.0 rief Mozilla im Sommer 2008 zum „Download Day“ auf, um damit den Weltrekord der meisten Software-Downloads innerhalb von 24 Stunden aufzustellen. Dieses Ziel wurde mit weltweit 8.002.530 Downloads erreicht und in das Guinness-Buch der Rekorde aufgenommen.
Anlässlich der Herausgabe der ersten Vorschauversion des Firefox 1.0 im September 2004 setzte sich Mozilla das Ziel, eine Million Downloads in zehn Tagen zu erreichen; bereits nach vier Tagen gelang dies. Mit der Veröffentlichung der endgültigen Version 1.0 im November 2004 wurde diese Marke bereits am ersten Tag durchbrochen. Knapp ein halbes Jahr später, am 19. Oktober 2005, wurden insgesamt 100 Millionen Downloads gezählt.
Die Version 2.0 wurde nach Angaben des Herstellers innerhalb von 24 Stunden nach Freigabe von über zwei Millionen Menschen heruntergeladen.
Während die Zahl der Downloads zur Veröffentlichung der Version 1.0 noch exponentiell stieg, entwickelte sie seitdem einen eher linearen Verlauf. Bis April 2010 wurden über 1,3 Milliarden Downloads verzeichnet.

### Nutzerzahlen
Laut Mozillas „Firefox Public Data Report“ sank die Zahl aktiver Firefox-Installationen weltweit von 899 Millionen 2017 auf 861 Millionen 2018; im gleichen Zeitraum stieg die Zahl der aktiven Installationen in Deutschland von 71,7 auf 75,7 Millionen. Die Zahl der monatlich aktiven Installationen betrug im April 2017 313 Millionen und sank bis April 2019 um 40 Millionen auf 270 Millionen ab.

## Abspaltungen
Es gibt mehrere Abspaltungen (englisch Forks) von Firefox.

### Forks mit stets zeitnahen Updates
„Mit stets zeitnahen Updates“ heißt an dieser Stelle, dass sich die Entwickler am Release-Zyklus des Originals orientieren und die eigenen Versionen kontinuierlich anpassen und dadurch insbesondere Sicherheitskorrekturen des Originals sehr schnell auch in ihrem Browser (wenn nicht bereits vorher geschehen) einpflegen.
- LibreWolf ist ein Fork, der bereits in der Grundkonfiguration Wert auf hohe Datenschutzeinstellungen legt. Er ist auch jeweils als portable Variante[190] erhältlich, z. B. auch benutzerfreundlich über PortableApps.com.
- Mullvad Browser[191] ist Open Source,[192] ein Datenschutz orientierter Browser für Windows, macOS, Linux.[193]
- Zen Browser
- Tor-Browser ist wohl der bekannteste Firefox-Fork und u. a. Teil der portablen Linux-Distribution Tails.
- r3dfox[194] ist Open Source und ein Fork von Mozilla Firefox mit speziellen Anpassungen für die Kompatibilität mit Windows Vista und 7, entwickelt von der Eclipse Community.[195]
- Firefox for Windows 7[196]  ist Open Source und basiert auf der jeweils aktuellen Nightly-Version von Mozilla Firefox mit Anpassungen für die Kompatibilität mit Windows 7.

### Forks mit nur gelegentlichen Updates
- Pale Moon
- Waterfox[197]
- Floorp[198]
- Mypal 68[199] ist ein Browser für Windows XP der auf Mozilla Firefox 68 basiert.

## Finanzierung und Werbung

Firefox-Anzeige in der Frankfurter Allgemeinen Zeitung

Die Mozilla Foundation hatte 2010 Jahreseinnahmen von 123 Millionen US-Dollar, davon etwa 100 Millionen aus einem Sponsoringvertrag mit Google. Im Dezember 2011 wurde der Vertrag bis zum Jahr 2014 verlängert. Festgelegt ist eine jährliche Zahlung in Höhe von etwa 300 Millionen US-Dollar. Im Gegenzug veröffentlicht Mozilla seine Browser mit Google als Standardsuchmaschine. Darüber hinaus wirkten IT-Fachkräfte von Google bei der Entwicklung von Mozillas Webbrowsern mit.
Zur offiziellen Freigabe der Version 1.0 schaltete die US-Initiative Spread Firefox am 16. Dezember 2004 eine doppelseitige Anzeige in der New York Times, die über Spenden finanziert wurde. Mehr als 10.000 Personen oder Familien spendeten innerhalb von zehn Tagen jeweils zwischen 10 und 45 US-Dollar, wofür sie namentlich in der Anzeige erwähnt wurden. Insgesamt kamen so 250.000 US-Dollar zusammen.
In Deutschland wurde durch einen Aufruf unter dem Namen „Firefox kommt“ eine Werbeaktion durch Spenden finanziert. Die Anzeige erschien am 2. Dezember 2004 in der Frankfurter Allgemeinen Zeitung und anderen überregionalen Zeitungen.
Ab 2014 versuchte Mozilla, seine finanzielle Abhängigkeit von Google zu verringern. Anfang 2014 kündigte Darren Herman an, Firefox werde in Zukunft Werbung in den Menükacheln anzeigen, sie solle allerdings klar gekennzeichnet werden. Mitte November 2014 zeigte daraufhin die stabile Version des Firefox erstmals auch bei bestehenden Nutzern Werbung in den Menükacheln an, bei Nutzern der Vorabversionen und neuen Nutzern war das schon früher der Fall. Auch wurde Ende November 2014 die Standardsuchmaschine von Firefox in den Regionen USA (Yahoo), Russland (Yandex) und China (Baidu) inklusive entsprechenden Verträgen geändert.
Während Ende November 2015 im Firefox (und SeaMonkey) für Europa weiter Google als Suchmaschine voreingestellt war, sagte CMO Denelle Dixon-Thayer, im Moment bestünde keine Geschäftsbeziehung zu Google. Ende 2017 beendete Mozilla den Vertrag mit Yahoo nach bzw. begründet durch die Übernahme von Yahoo durch Verizon. Gleichzeitig wurde ein neuer Vertrag mit Google abgeschlossen.
Der Umsatz von Mozilla stieg seit 2005 kontinuierlich.